# 湾廈駅
湾廈駅（わんかえき）は中華人民共和国深圳市南山区に位置する2号線（蛇口線）の駅。

## 駅構造
- 島式ホーム1面2線を有する地下駅。ホームドア設置。

| 2号線ホーム (B2F) | ←■2号線 赤湾方面 |
| 2号線ホーム (B2F) | 島式ホーム       |
| 2号線ホーム (B2F) | 予備             |
| 2号線ホーム (B2F) | 島式ホーム       |
| 2号線ホーム (B2F) | ■2号線 新秀方面→ |

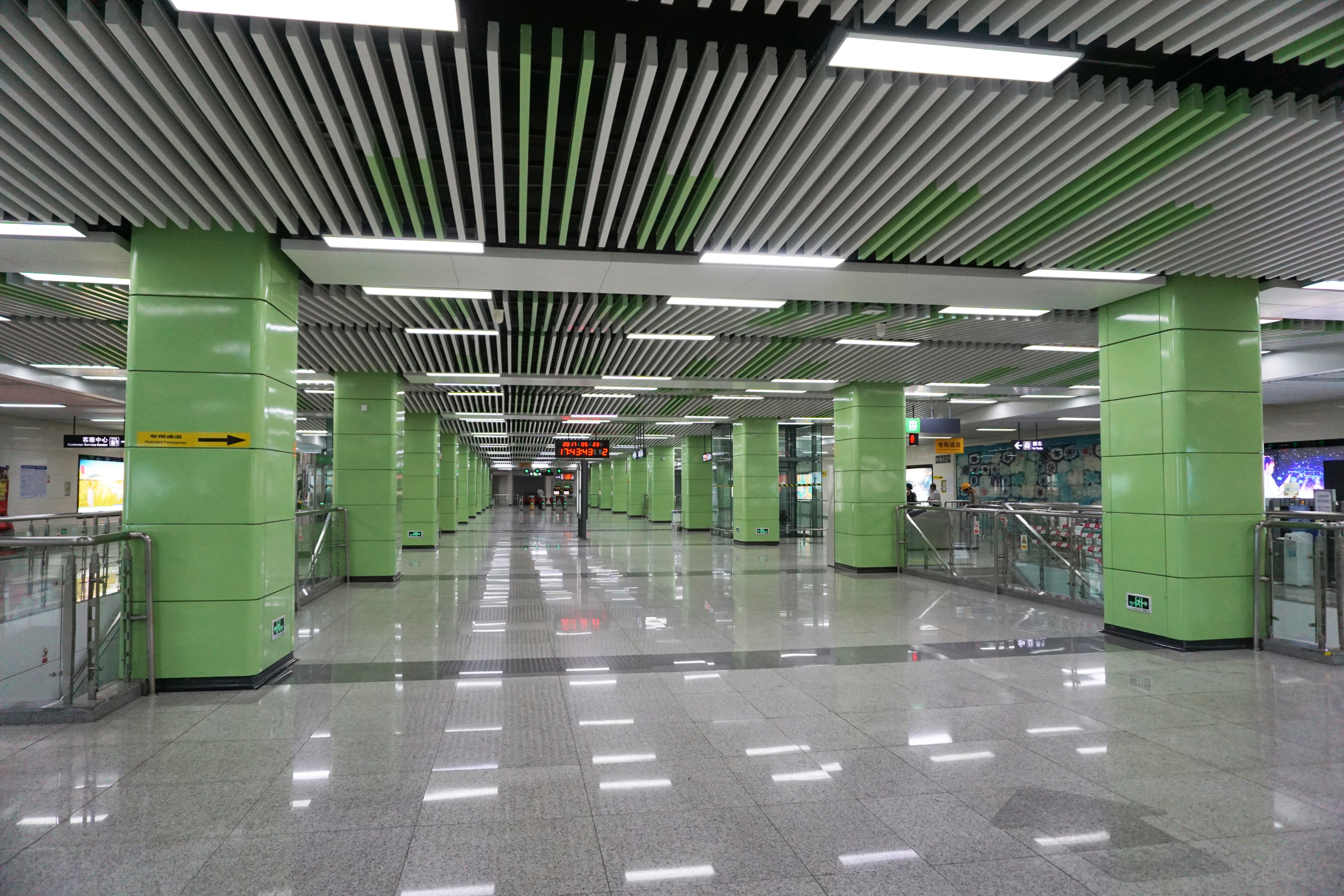
コンコースと壁画
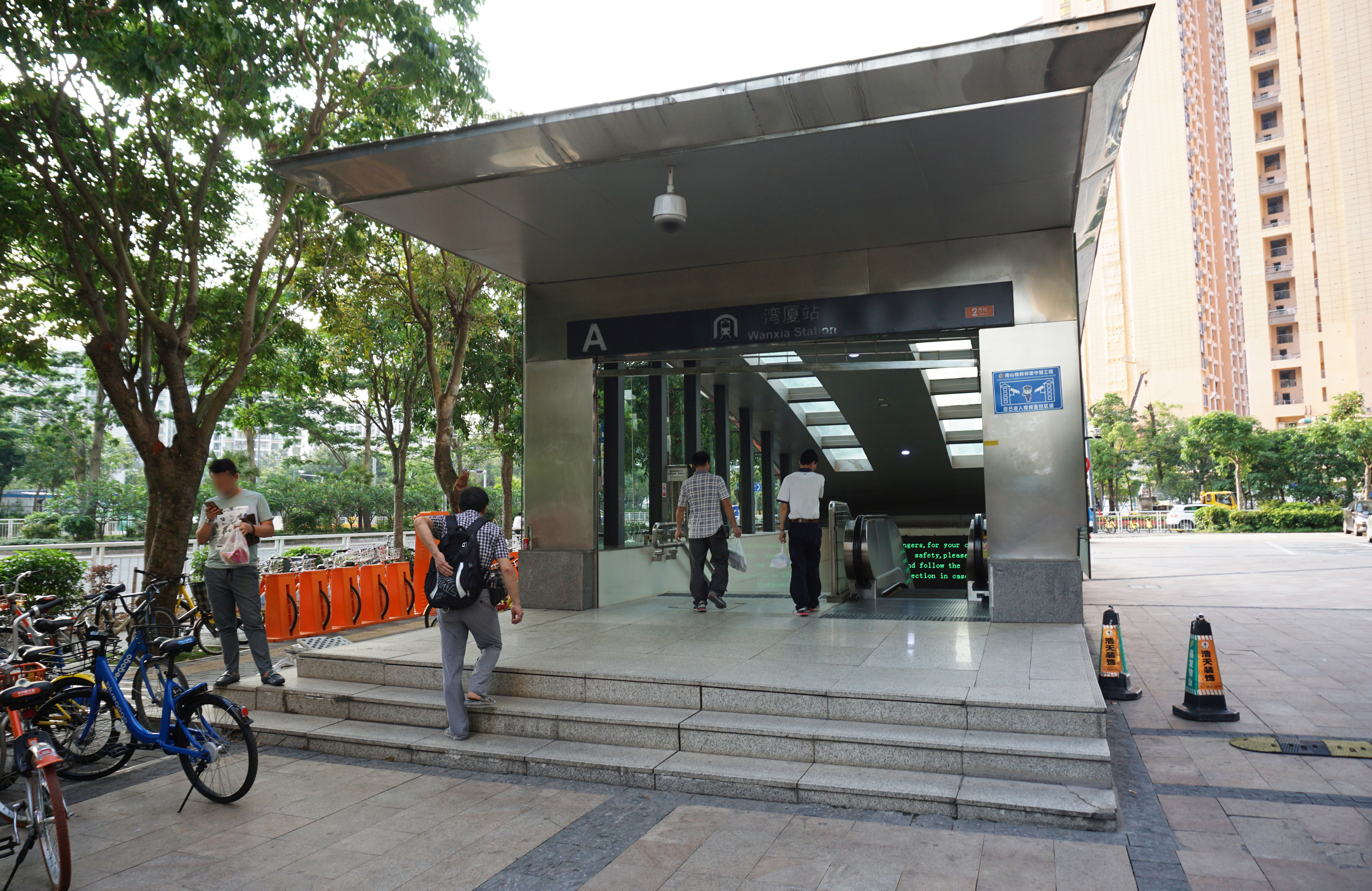
A出口

## 歴史
- 2010年12月28日 - 開業。

## 隣の駅
■2号線（蛇口線）
東角頭駅 - 湾廈駅 - 海月駅